# Sonia García Galán
Sonia García Galán (Avilés, 4 de febrero de 1981) es una investigadora, doctora en historia y docente española.

## Biografía
Se licenció en Historia en la Universidad de Oviedo. Fue investigadora y docente en esta universidad gracias a la Beca Predoctoral Severo Ochoa del Principado de Asturias entre los años 2006 y 2010.
En 2013 presentó su tesis doctoral Entre la casa y la calle. Cambios socioculturales en la situación de las mujeres en Asturias (1900-1931) con la que consiguió su doctorado.
Desde entonces compaginó la investigación y divulgación de historia de las mujeres con su docencia en la enseñanza secundaria.

## Trayectoria
A lo largo de su carrera, se ha centrado en varias líneas de investigación, relativas a la historia de las mujeres en la Edad Contemporánea y los cambios en la construcción de la feminidad.
Formó parte del Grupo de Investigación Deméter. Maternidad, Género y Familia, de la Universidad de Oviedo cuya línea fundamental de investigación estaba relacionada con la maternidad y se constituyó como grupo especializado en las maternidades y las familias desde una perspectiva interdisciplinar de estudios de género.
También fue integrante del Proyecto de I+D “Claves diacrónicas de la disensión entre las construcciones simbólicas y jurídicas de la maternidad”, así como del grupo investigación Señaldá, dedicado a la recopilación de testimonios sobre el movimiento obrero.
Además del estudio de las maternidades, sus investigaciones se centran en los trabajos y la educación femenina, los feminismos, la participación política de las mujeres y los discursos de género. Sus análisis sobre la inclusión de la historia de las mujeres en los niveles medios de enseñanza fueron temas fundamentales que presentó en diversos congresos internacionales.
Entre sus actividades de divulgación de la investigación sobre historia de las mujeres y género, colaboró con diferentes organismos como el Instituto de Asturiano de la Mujer, Instituto Asturiano de la Administración Pública Adolfo Posada y con varios Ayuntamientos del Principado de Asturias.
Es además autora de varias publicaciones entre las que destaca Mujeres modernas, madres conscientes y sufragistas exaltadas donde con su trabajo de investigación contribuye a esclarecer el papel de la figura femenina en Asturias entre 1919 y 1931.

## Premios
En el año 2014 ganó el XVI Premio de Investigación y Divulgación Rosario de Acuña, en el apartado de temática de Gijón por su trabajo titulado Sirvientas, campesinas, obreras y amas de casa. Gijón 1900-1930.

## Publicaciones
- 2015 - Mujeres entre la casa y la calle. Educación, feminismos y participación política en Asturias 1900-1931 [7]

- 2014 - Nacimientos bajo control: El parto en las edades moderna y contemporánea, Trea.[8]

- 2010 - Mujeres en la Historia. Guia didáctica del taller de Tiempo Propio, Instituto Asturiano de la Mujer.[9]

- 2010 - Mujeres solteras... ¡No emigréis! Visiones feministas de la emigración de mujeres asturianas a América 1900-1931, en M. Eugenia Monzón, M. José Chivite y Mª Beatriz Hernández (eds.), Frontera y Género, Plaza y Valdés.[10]

- 2009 - Mujeres modernas, madres conscientes y sufragistas exaltadas. Ideales de feminidad y debates feministas en Asturias 1919-1931, KRK.[11]

- 2009 - Discursos médicos, prácticas cotidianas y visiones feministas sobre la maternidad en Asturias 1919-1931, en Carmen Suárez Suárez (coord.), Maternidades. (De) construcciones feministas, KRK.[12]

- 2008 - Mujeres entre religión y ciencia. Discursos de la inferioridad femenina a través de la prensa asturiana (1900-1931), Ateneo Obrero de Gijón.[13]